# Marko Mugoša (cestista)
Marko Mugoša (in montenegrino Mapкo Mугoшa; Podgorica, 12 giugno 1993) è un cestista montenegrino.

## Palmarès
- Campionato montenegrino: 4

Budućnost: 2010-11, 2012-13, 2013-14
Mornar Bar: 2017-18
- Coppa del Montenegro: 3

Budućnost: 2011, 2012, 2014